# 2020-as spanyol labdarúgókupa-döntő
A 2020-as spanyol labdarúgókupa-döntő a 118. volt a Copa del Rey, azaz a spanyol labdarúgókupa történetében. A mérkőzést eredetileg 2020. április 18-án rendezték volna Sevillában, az Estadio de La Cartuja stadionban. A találkozó két résztvevője a Real Sociedad és az Athletic Bilbao volt. Ez volt az első alkalom, hogy a két baszk rivális a kupadöntőben mérkőzött meg egymással. A találkozó időpontját később a koronavírus-járvány miatt el kellett halasztani, és csak 2021. április 3-án tudták lebonyolítani.
A döntőt Mikel Oyarzabal góljával a Sociedad nyerte meg 1–0-ra, ezzel 34 év elteltével nyerve jelentős trófeát. A baszk csapat összességében a harmadik kupagyőzelmét ünnepelhette.

## A mérkőzés előzményei
A két csapat közül a Real Sociedad nyolcadik, az Athletic Bilbao pedig 38. kupadöntőjén vett részt, előbbi csapat ezt megelőzően 1988-ban, utóbbi pedig 2015-ben szerepelt a Copa del Rey fináléjában.
1910-ben a kupasorozatot még más rendszerben, körmérkőzésekben rendezték meg. A sorozat döntőjébe a két klub jutott be, a Real Sociedad akkor még Vasconia néven szerepelt. A baszk derbit az Athletic nyerte meg 1–0-ra.

## Út a döntőbe
| Real Sociedad | Real Sociedad | Forduló                    | Athletic Bilbao | Athletic Bilbao |
| ------------- | ------------- | -------------------------- | --------------- | --------------- |
| Ellenfél      | Végeredmény   |                            | Ellenfél        | Végeredmény     |
| Becerril      | 8–0 (V)       | 1. forduló                 | Intercity       | 3–0 (V)         |
| Ceuta         | 4–0 (V)       | 2. forduló                 | Sestao River    | 4–0 (V)         |
| Espanyol      | 2–0 (H)       | A legjobb 32 közé jutásért | Elche           | 1–1 (b:5–4) (V) |
| Osasuna       | 3–1 (H)       | A legjobb 16 közé jutásért | Tenerife        | 3–3 (b:4–2) (V) |
| Real Madrid   | 4–3 (V)       | Negyeddöntő                | Barcelona       | 1–0 (H)         |
| Mirandés      | 2–1 (H)       | Elődöntő                   | Granada         | 1–0 (H)         |
| Mirandés      | 1–0 (V)       | Elődöntő                   | Granada         | 1–2 (V)         |

Jelmagyarázat: (H) = Hazai pályán játszott mérkőzés; (V) = Vendégként lejátszott mérkőzés

## A mérkőzés
| 2021. április 3. 21:30 CEST |

| Athletic Bilbao | 0–1               | Real Sociedad        |
| --------------- | ----------------- | -------------------- |
|                 | (0–0) Jegyzőkönyv | Oyarzabal 63' (bün.) |

| Estadio de La Cartuja, Sevilla Játékvezető: Xavier Estrada Fernández |

| Athletic Bilbao | Real Sociedad |

| GK          | 1  | Unai Simón       |     |       |
| RB          | 18 | Óscar de Marcos  |     |       |
| CB          | 5  | Yeray Álvarez    |     |       |
| CB          | 4  | Iñigo Martínez   | 62' |       |
| LB          | 17 | Yuri Berchiche   |     | 90+3' |
| RM          | 12 | Álex Berenguer   |     | 76'   |
| CM          | 14 | Dani García      | 35' | 76'   |
| CM          | 27 | Unai Vencedor    |     | 68'   |
| LM          | 10 | Iker Muniain (c) |     |       |
| CF          | 9  | Iñaki Williams   |     |       |
| CF          | 22 | Raúl García      |     |       |
| Cserék:     |    |                  |     |       |
| GK          | 13 | Jokin Ezkieta    |     |       |
| DF          | 3  | Unai Núñez       |     |       |
| DF          | 15 | Iñigo Lekue      |     |       |
| DF          | 21 | Ander Capa       |     | 90+3' |
| DF          | 24 | Mikel Balenziaga |     |       |
| MF          | 6  | Mikel Vesga      |     | 76'   |
| MF          | 8  | Unai López       |     | 68'   |
| FW          | 7  | Ibai Gómez       |     |       |
| FW          | 20 | Asier Villalibre |     | 76'   |
| Vezetőedző: |    |                  |     |       |
| Marcelino   |    |                  |     |       |

| GK              | 1  | Álex Remiro         |     |       |
| RB              | 18 | Andoni Gorosabel    |     | 90+3' |
| CB              | 5  | Igor Zubeldia       |     |       |
| CB              | 24 | Robin Le Normand    |     |       |
| LB              | 20 | Nacho Monreal       |     |       |
| DM              | 36 | Martín Zubimendi    |     |       |
| CM              | 21 | David Silva         |     | 85'   |
| CM              | 8  | Mikel Merino        | 71' |       |
| RF              | 7  | Portu               |     | 89'   |
| CF              | 19 | Alexander Isak      |     | 89'   |
| LF              | 10 | Mikel Oyarzabal (c) |     |       |
| Cserék:         |    |                     |     |       |
| GK              | 34 | Gaizka Ayesa        |     |       |
| DF              | 6  | Aritz Elustondo     |     | 90+3' |
| DF              | 12 | Aihen Muñoz         |     |       |
| DF              | 15 | Modibo Sagnan       |     |       |
| MF              | 11 | Adnan Januzaj       |     |       |
| MF              | 16 | Ander Guevara       |     | 85'   |
| FW              | 9  | Carlos Fernández    |     | 89'   |
| FW              | 22 | Ander Barrenetxea   |     | 89'   |
| FW              | 25 | Jon Bautista        |     |       |
| Vezetőedző:     |    |                     |     |       |
| Imanol Alguacil |    |                     |     |       |